# Dellacasiellus fucosus
Dellacasiellus fucosus är en skalbaggsart som beskrevs av Schmidt 1922. Dellacasiellus fucosus ingår i släktet Dellacasiellus och familjen Aphodiidae. Inga underarter finns listade i Catalogue of Life.